# MHPArena
A MHPArena Németországban, Baden-Württemberg tartomány fővárosában, Stuttgart-ban található. A stadion építése 1933-ban fejeződött be. A városi alakulat, a VfB Stuttgart minden egyes hazai mérkőzését ebben a létesítményben játssza. 

## Érdekességek
- A FIFA-játéksorozat néhány megjelent részében (FIFA 2008, FIFA 2009, FIFA 2010) az arénák közé tartozik.